# Copelatus ibrahimi
Copelatus ibrahimi là một loài bọ cánh cứng trong họ Bọ nước. Loài này được Zalat, Saleh, Angus & Kaschef miêu tả khoa học năm 2000.